# Хольцхайм-ам-Форст
Хольцхайм-ам-Форст (нем. Holzheim am Forst) — община в Германии, в земле Бавария. 
Подчиняется административному округу Верхний Пфальц. Входит в состав района Регенсбург. Подчиняется управлению Кальмюнц.  Население составляет 994 человека (на 31 декабря 2010 года). Занимает площадь 15,63 км².
Община подразделяется на 13 сельских округов.

## Население
По оценке на 31 декабря 2015 года население общины Хольцхайм-ам-Форст составляет 975 чел. 

| Дата      | 1840 | 1871 | 1900 | 1925 | 1939 | 1950 | 1961 | 1970 | 1987 | 2011 |
| --------- | ---- | ---- | ---- | ---- | ---- | ---- | ---- | ---- | ---- | ---- |
| Население | 577  | 644  | 601  | 751  | 724  | 856  | 765  | 812  | 846  | 968  |

| Год       | 1960 | 1970 | 1980 | 1990 | 2000 | 2009 | 2010 | 2011 | 2012 | 2013 | 2014 | 2015 |
| --------- | ---- | ---- | ---- | ---- | ---- | ---- | ---- | ---- | ---- | ---- | ---- | ---- |
| Население | 753  | 812  | 839  | 898  | 1012 | 1005 | 994  | 981  | 972  | 964  | 971  | 975  |